# Pavetta pammalaka
Pavetta pammalaka är en måreväxtart som beskrevs av Cornelis Eliza Bertus Bremekamp. Pavetta pammalaka ingår i släktet Pavetta och familjen måreväxter. Inga underarter finns listade i Catalogue of Life.